# Horror vacui

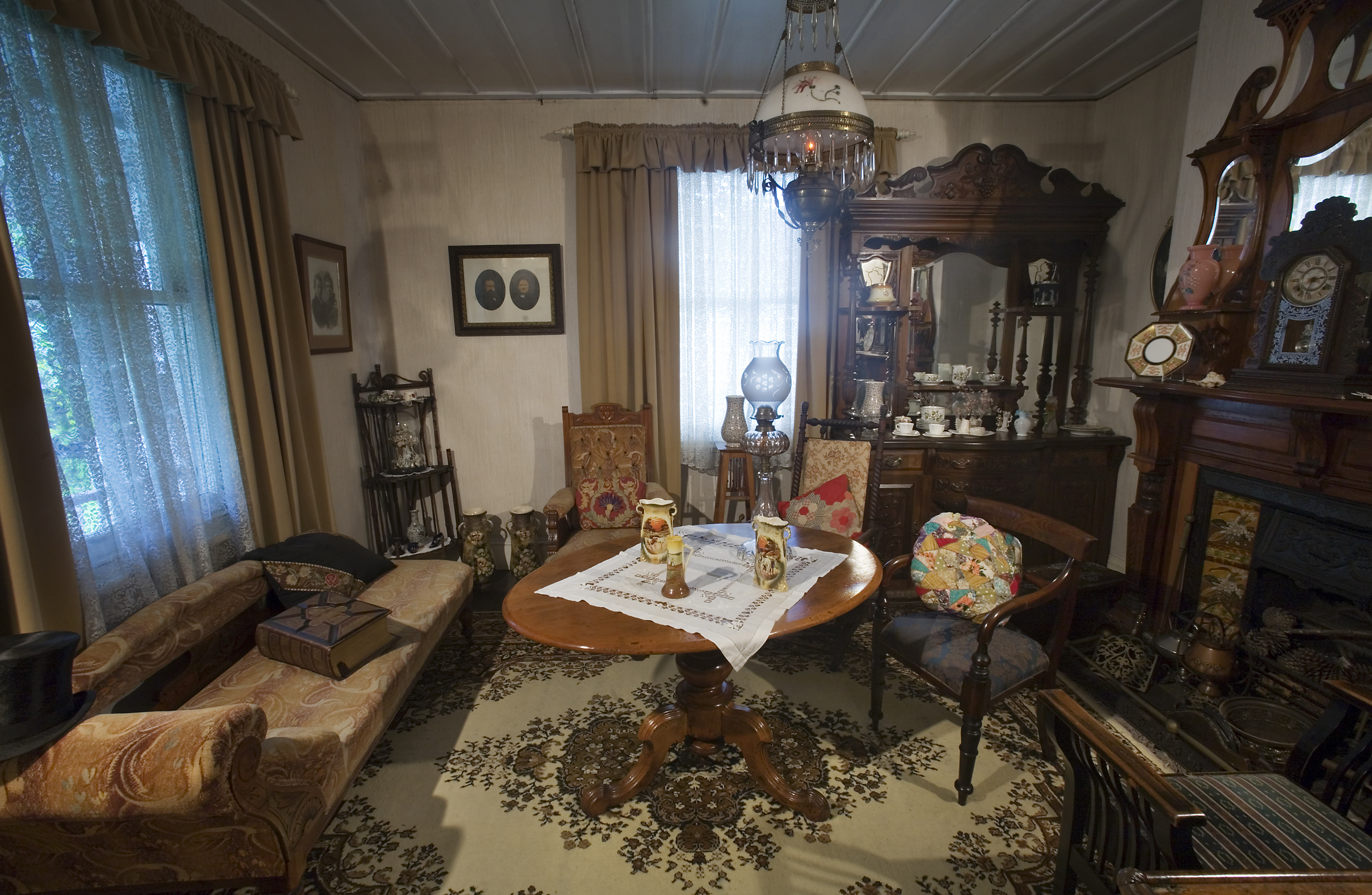
Типичный викторианский интерьер. Новая Зеландия

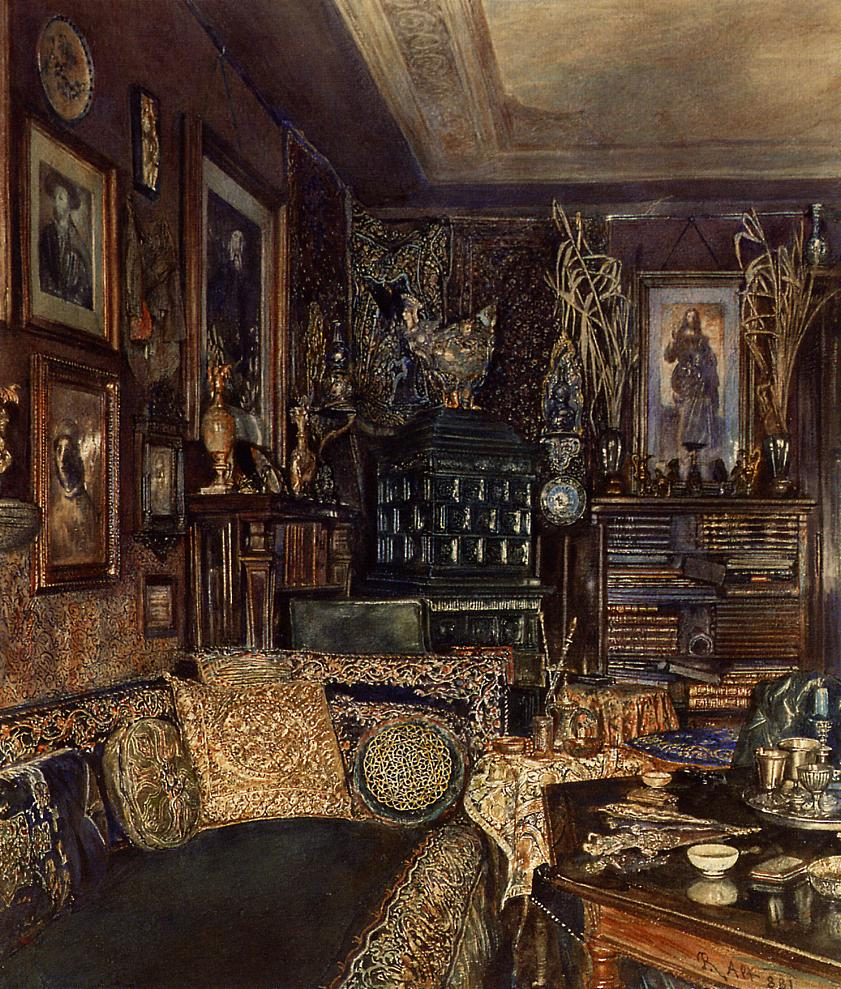
Р. фон Альт. Кабинет графа Лянцкоронского в Вене. 1881. Бумага, акварель. Частное собрание

Horror vacui (дословно с латинского языка переводится как «боязнь пустоты»; греческий аналог — ценофобия, французский — пленизм) — тенденция к избыточному заполнению художественного пространства деталями. В результате поверхность фасада или живописное полотно оказывается перенасыщенным элементами декора, что может вызывать противоречивый эстетический эффект.
Термин ввёл в широкий оборот итальянский историк искусства Марио Прац, обративший внимание на чрезмерную перегруженность интерьеров викторианской эпохи мелкими предметами и дробными деталями, что, по его мнению, нередко создавало ощущение визуального хаоса и гнетущую атмосферу. Аналогичные тенденции характерны и для экстерьеров периода архитектурной эклектики (т. н. боз-ар).
Термин восходит к философской и физической концепциям Horror vacui, согласно которой «природа не терпит пустоты». Впервые данное положение приписывается Аристотелю, и впоследствии подвергалось критике со стороны атомистов Эпикура и Лукреция.

## Примеры из истории искусства
Принцип horror vacui характерен для древнеегипетской рельефной стенописи. Культура Древнего Египта не предполагала наличие незаполненных пространств в сакральных надписях на предметах и постройках, имеющих отношение к религиозному культу. Иероглифические знаки либо дублировались, либо искусственно дополнялись с целью заполнения пробела. Схожие тенденции в визуальном отображении мира могут быть отмечены в Геометрическом стиле древнегреческой вазописи, который продолжался с 1100 по 900 год до нашей эры, а также в античном искусстве ориентализирующего, или «коврового», стиля. При этом плотное заполнение поверхности элементами рисунка усиливает декоративность изображения вплоть до орнаментальности. Взаимодействуя с поверхностью, элементы орнамента, подчиняясь закономерностям метра и ритма, образуют орнаментальный ряд либо раппо́рт, заполняя какой-либо формат, выполняют обрамляющую или заполнительную функцию. Причём такие формообразующие закономерности прослеживаются исторически во многих этнических культурах.
Тот же принцип свойствен некоторым произведениям средневековой миниатюры, как, например, Книга Келса (датируется VIII—IX веками). Пустые страницы таких манускриптов заполнены авторскими примечаниями и посторонними текстами (семь уставов Келсского аббатства). Здесь horror vacui проявляется в виде сложных сочетаний абстрактного и анималистического орнамента, элементы которого концентрированно чередуются друг с другом по очень сложной закономерности. Подобный способ оформления характерен и для исламского (арабского) искусства с древнейших времён, а также для архитектурной традиции Южной Индии.
Крайней декоративной перенасыщенностью деталями отличаются некоторые гравюры эпохи итальянского и Северного Возрождения, а также периода маньеризма. Bзмельчённость ltnfktq характерна для поздних периодов развития той или иной художественной традиции или художественного стиля. Например, русские иконы и храмы периода «узорочья», византийская резьба по слоновой кости, орнаментальное искусство эпохи барокко и многое другое.

## Современная живопись
В современном искусстве приём horror vacui может быть навеян склонностью художников, работающих в концепции постмодернизма, имитировать основные черты либо подражать творчеству людей с неуравновешенной психикой (art brut). Отчасти мотивы и отзвуки этого радикального принципа отражения действительности могут фигурировать в творчестве мастеров жанра комикса андерграунда, таких, как Роберт Крамб, Роберт Уильямс, С. Клэй Уилсон, а также более позднего мастера комиксной живописи, Марка Бейера. Осознанно или нет, но эстетическое воздействие принципа horror vacui испытывали на себе графики, работающие в сфере дизайна, в особенности такие, как Воган Оливер и Дэвид Карсон. Что касается нового движения современного визуального искусства Лоуброу, то его представители (Джо Колеман, Фарис Бэдуан, Тод Шорр) также строят свои произведения на аллюзиях из творчества Роберта Уильямса и других художников и графиков, творчество которых вписывается в рамки постмодернистского направления.
В то же время можно говорить об абсорбировании некоторых элементов этого принципа представителями контркультуры 60-х годов прошлого века, особенно деятелями психоделического искусства.

## Искусство туземных народов
Многие народы-аборигены Центральной и Южной Америки в художественном обрамлении своей повседневной жизни (в большей степени в одежде) до наших дней используют принцип horror vacui. В качестве примера можно привести традиционные образцы геометрического орнамента у народа куна, принадлежавшего к группе чибча и проживающего на территории Панамы, а также в одежде представителей народа шипибо-конибо.
Стиль живописи тингатинга, распространённый в Дар-Эс-Саламе на территории Танзании, всецело базируется на приёме horror vacui. Некоторые другие художники африканской модели визуального искусства работают с опорой на этот стилевой принцип, например, Малангатана Нгвенийа из Мозамбика.
Современные художники вроде Пабло Амаринго заимствуют некоторые стилеобразующие методы творчества из творческих концепций туземных племён. Например, некоторые из них основаны на вдохновении после употребления напитка аяуаска; также можно отметить нитяное живописное письмо Уичоли.

## Принцип «Horror vacui» в архитектуре рижского модерна

Доходный дом в Риге на ул. Элизабетес, 33. Архитектор Михаил Эйзенштейн. 1901

В Риге существует несколько домов, относящихся к популярному в 1900—1915 годах в столице Лифляндии стилю модерна. На фасадах таких домов отчётливо видны следы влияния композиционного принципа horror vacui. Один из домов был построен в 1901 году по проекту известного рижского архитектора Михаила Осиповича Эйзенштейна. Здание, находящееся по адресу Элизабетес, 33, имеет символическую многоуровневую композицию, которую можно считать искусно спроецированной на количество этажей этого доходного дома. Симметрично организованный фасад причудливо насыщен многочисленными скульптурными образами — кариатидами, атлантами, корами, львиными маскаронами, фигурами сфинксов и отвечает параметрам horror vacui. Чаще всего это здание формально относят к стилю поздней эклектики, который подвергся влиянию раннего декоративного модерна. До 1908 года в Риге установилось доминирование именно декоративного ответвления модерна, эра которого резко завершилась для того, чтобы уступить место рациональному течению модерна. Что касается первых нескольких лет искусства рижского модерна, то они во многом прошли под знаменем устремлённости к максимальной декоративности фасадов (трансформация принципа horror vacui), а после 1908 года архитектурная мода изменилась: минимум декора должен был повлечь за собой максимум экспрессии — популярность приобрели новые рижские архитекторы следующих поколений (Эйжен Лаубе, Янис Алкснис, Артур Мёдлингер, Фриц Зейберлих, отчасти поздний Рудольф Цирквиц).